# Cephalophyllum ebracteatum
Cephalophyllum ebracteatum är en isörtsväxtart som först beskrevs av Schlechter och Diels, och fick sitt nu gällande namn av Moritz Kurt Dinter och Schwant. Cephalophyllum ebracteatum ingår i släktet Cephalophyllum och familjen isörtsväxter. Inga underarter finns listade i Catalogue of Life.